# Elopomorpha
Gli Elopomorpha sono un superordine di pesci.

## Ordini
- Albuliformes
- Anguilliformes
- Elopiformes
- Saccopharyngiformes